# Carlos Regino Soler
Carlos Regino Soler Mora (Castalla, ? - Alicante, 1932) fue un abogado, funcionario y político español. Hijo predilecto de Jijona desde 1908, fue elegido diputado al Congreso de los Diputados por el distrito electoral de Villena en la candidatura del Partido Liberal en las elecciones generales de 1916 y 1918.
Desempeñó numerosos cargos en el Ministerio de Hacienda. Tras ser interventor en las Islas Baleares y en Teruel entre las décadas de 1870 y 1880, fue ascendido a delegado de Hacienda en esta última, y posteriormente delegado en Almería. A partir de 1895 pasó a los servicios centrales del Departamento como oficial segundo de la Subsecretaría; para 1899 era subdirector primero de la Dirección General del Tesoro y en 1901 oficial mayor de la Subsecretaría. Un año después, en 1902, fue nombrado inspector general de la Hacienda pública y, tras la reforma de 1903 que dio tal carácter al subsecretario, Soler fue nombrado subinspector general. Posteriormente, fue director general de Aduanas (1904), director general de Contribuciones, Impuestos y Rentas (1905), director general de Comunicaciones (1911) y director general de Timbre y del Monopolio de Cerillas y representante del Estado en la Compañía Arrendataria de Tabacos (1917).